# Memories (Public Image Ltd.)
Memories è un singolo del gruppo musicale inglese Public Image Ltd., pubblicato il 10 ottobre 1979 come secondo e ultimo estratto dall'album Metal Box.
Raggiunse il numero sessanta della classifica britannica.

## Tracce
Testi e musiche dei Public Image Ltd.
Lato A
1. Memories - 4:50

Lato B
1. Another - 3:49

## Formazione
- John Lydon - voce
- Keith Levene - chitarra
- Jah Wobble - basso
- Richard Dudanski  - batteria